# واسیل هولوبورودکو
واسیل هولوبورودکو (انگلیسی: Vasyl Holoborodko؛ زادهٔ ۷ آوریل ۱۹۴۵) مؤلف (پدیدآور)، شاعر، و نویسنده اهل اتحاد جماهیر شوروی سوسیالیستی است.